# Enoch, Utah
Enoch är en ort i Iron County i delstaten Utah, USA.